# 2,4-hexadiino-1,6-diol
El 2,4-hexadiino-1,6-diol, llamado también hexa-2,4-diino-1,6-diol o diacetilenglicol, es un diol de fórmula molecular C6H6O2. Los dos grupos funcionales hidroxilo se encuentran en los extremos de una cadena lineal de seis átomos de carbono y contiene dos triples enlaces alternos en su estructura.

## Propiedades físicas y químicas
El 2,4-hexadiino-1,6-diol es un sólido en forma de polvo de color crema. Tiene su punto de fusión a 110 °C - 114 °C y su punto de ebullición a 292 °C. Más denso que el agua —1,234 g/cm³—, el valor estimado del logaritmo de su coeficiente de reparto, logP, está comprendido entre -0,7 y +0,65, por lo que su solubilidad en disolventes hidrófilos e hidrófobos puede ser parecida.

## Síntesis y usos
El 2,4-hexadiino-1,6-diol puede sintetizarse a partir del prop-2-in-1-ol por una reacción de acoplamiento cruzada estándar de Songashira. Esta tiene lugar a temperatura ambiente y en condiciones inertes, haciendo uso de un catalizador de paladio (PdCl2(PPh3)2/PPh3), un co-catalizador de cobre (I) (CuI) y una base amina. El rendimiento así obtenido es del 97%.
Esta reacción también tiene lugar en presencia de cloruro de cobre (I), cloruro de amonio e hidróxido de amonio concentrado.
Igualmente es posible preparar este diol añadiendo ioduro de cobre a una mezcla de 3-iodo-2-propin-1-ol y 2-propin-1-ol (alcohol propargílico) en pirrolidona bajo atmósfera de argón. Tras agitar durante 30 minutos, la reacción se inactiva con una disolución acuosa de cloruro de amonio y se extrae con éter dietílico.
Otra vía de síntesis, partiendo del 3-iodoprop-2-in-1-ol, emplea cobre en polvo en piridina sin que exista necesidad de activación adicional.
El 2,4-hexadiino-1,6-diol tiene aplicación en materiales ópticos no lineales, piezoeléctricos, piroeléctricos y de guía de onda. Dichos materiales, que comprenden diacetilenos y polímeros formados a partir de ellos, son susceptibles de control geométrico, estérico, estructural y electrónico.
En este contexto, los diacetilenos pueden conformar una película delgada sobre un sustrato mediante la técnica de Langmuir-Blodgett y, opcionalmente, polimerizarse térmicamente o mediante irradiación para su uso en sistemas ópticos no lineales y otros.
El 2,4-hexadiino-1,6-diol se ha empleado en la fabricación de películas híbridas (super-redes) orgánicas-inorgánicas, utilizando deposición de capa molecular combinada con deposición de capa atómica.
Otro uso de este diol es su co-cristalización con alcohol propargílico mediante un proceso de polimerización topoquímica inducida por radiación ultravioleta. Los cristales del polímero así producido se utilizan como componente en la fabricación de células fotovoltaicas orgánicas, en combinación con fulereno como aceptor de electrones.

## Precauciones
El 2,4-hexadiino-1,6-diol es un sólido muy inflamable, teniendo su punto de inflamabilidad a 151 °C. Además, es incompatible con agentes oxidantes.